# Краснознам'янська сільська рада
Краснозна́м'янська сільська́ ра́да — адміністративно-територіальна одиниця та орган місцевого самоврядування у Красногвардійському районі Автономної Республіки Крим. Адміністративний центр — село Краснознам'янка.

## Загальні відомості
- Населення ради: 2 992 особи (станом на 2001 рік)

## Населені пункти
Сільській раді були підпорядковані населені пункти:
- с. Краснознам'янка
- с. Радужне
- с. Рогове
- с. Симоненко
- с. Тимошенко
- с. Трактове

## Склад ради
Рада складалася з 16 депутатів та голови.
- Голова ради: Терещук Людмила Миколаївна
- Секретар ради: Савченко Світлана Миколаївна

### Керівний склад попередніх скликань
| Прізвище, ім'я, по батькові | Основні відомості                                                         | Дата обрання | Дата звільнення |
| --------------------------- | ------------------------------------------------------------------------- | ------------ | --------------- |
| Бречкіна Марина Іванівна    | Сільський голова, 1970 року народження, член Партії «Союз»                | 26.03.2006   | 31.10.2010      |
| Терещук Людмила Миколаївна  | Сільський голова, 1964 року народження, освіта вища, член Партії регіонів | 31.10.2010   |                 |

Примітка: таблиця складена за даними сайту Верховної Ради України

### Депутати
За результатами місцевих виборів 2010 року депутатами ради стали:

#### За суб'єктами висування
| Суб'єкт висування | Кількість обраних депутатів | %    |
| ----------------- | --------------------------- | ---- |
| Самовисування     | 15                          | 93,8 |
| Партія «Союз»     | 1                           | 6,3  |

#### За округами
| № округу      | Прізвище, ім'я, по батькові      | Дата визнання обраним | Освіта             | Партійна приналежність | Відомості про обраного депутата                                  |
| ------------- | -------------------------------- | --------------------- | ------------------ | ---------------------- | ---------------------------------------------------------------- |
| Партія «Союз» |                                  |                       |                    |                        |                                                                  |
| 4             | Пивоваренко Сергій Олександрович | 03.11.2010            | вища               | член Партії «Союз»     | Краснознам'янський будинок культури, сторож                      |
| Самовисування |                                  |                       |                    |                        |                                                                  |
| 1             | Покотилов Юрій Миколайович       | 03.11.2010            | середня            | член Партії регіонів   | ПП «Покотилов»                                                   |
| 2             | Савченко Світлана Миколаївна     | 03.11.2010            | вища               | позапартійна           | Краснознаменська сільська рада, землевпорядник                   |
| 3             | Горовенко Ганна Андріївна        | 03.11.2010            | вища               | член Партії регіонів   | ООО «Краснознаменський», домоуправляюча                          |
| 5             | Фірюліна Ольга Геннадіївна       | 03.11.2010            | середня спеціальна | член Партії регіонів   | тимчасово не працює                                              |
| 6             | Бондарев Михайло Олексійович     | 03.11.2010            | середня            | член Партії регіонів   | тимчасово не працює                                              |
| 7             | Синькова Алла Вікторівна         | 03.11.2010            | вища               | член Партії регіонів   | тимчасово не працює                                              |
| 8             | Лебедєв Олександр Анатолійович   | 03.11.2010            | середня            | член Партії регіонів   | СОК «Оазис-Озенбаш», голова                                      |
| 9             | Борщ Анжела Анатоліївна          | 03.11.2010            | середня спеціальна | позапартійна           | приватний підприємець                                            |
| 10            | Харлампієва Фатіма Борисівна     | 03.11.2010            | середня спеціальна | позапартійна           | тимчасово не працює                                              |
| 11            | Корміна Олена Володимирівна      | 03.11.2010            | середня            | позапартійна           | Краснознам'янська загальноосвітня школа, оператор міні котельної |
| 12            | Халілов Ділявер Енверович        | 03.11.2010            | середня            | позапартійний          | тимчасово не працює                                              |
| 13            | Зінчук Станіслав Володимирович   | 03.11.2010            | середня спеціальна | член Партії регіонів   | Красногвардійський МВГ, оператор                                 |
| 14            | Кадірова Зера Ебісутовна         | 03.11.2010            | середня спеціальна | позапартійна           | с. Трактове сільський клуб, завідувачка                          |
| 15            | Денисенко Зоя Євгеніївна         | 03.11.2010            | вища               | позапартійна           | Зерновська загальноосвітня школа, вчитель                        |
| 16            | Аджи Решиде Рефатівна            | 17.04.2011            | середня            | позапартійна           | тимчасово не працює                                              |